# Coloració de dominis

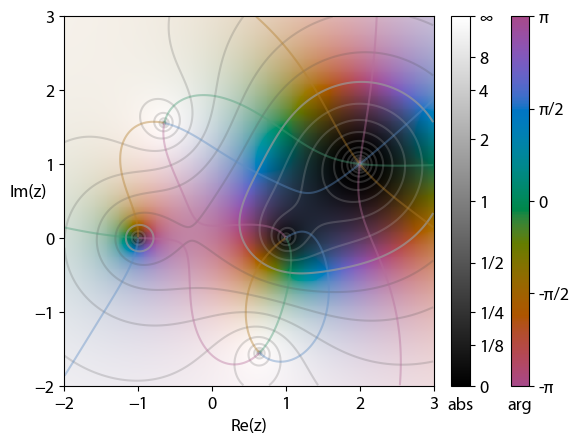
Gràfic de coloració del domini de la funció f(x) = (x^{2} − 1)(x − 2 − i)^{2}/x^{2} + 2 + 2i

En l'anàlisi complexa, la coloració de dominis o un gràfic de la roda de colors és una tècnica per visualitzar funcions complexes assignant un color a cada punt del pla complex. Mitjançant l'assignació de punts del pla complex a diferents colors i brillantor, la coloració del domini permet que una funció des del pla complex fins a si mateix, el gràfic de la qual normalment requeriria quatre dimensions espacials, es representi i s'entengui fàcilment. Això proporciona una visió de la fluïdesa de les funcions complexes i mostra extensions geomètriques naturals de funcions reals.
Un gràfic d'una funció real es pot dibuixar en dues dimensions perquè hi ha dues variables representades, {\displaystyle x} i {\displaystyle y}. Tanmateix, els nombres complexos estan representats per dues variables i, per tant, dues dimensions; això significa que representar una funció complexa (més precisament, una funció de valor complex d'una variable complexa {\displaystyle f:\mathbb {C} \to \mathbb {C} }) requereix la visualització de quatre dimensions. Una manera d'aconseguir-ho és amb una superfície de Riemann, però un altre mètode és mitjançant la coloració del domini.
No és desitjable representar un mapa complex de quatre dimensions amb només dues variables, ja que mètodes com les projeccions poden provocar una pèrdua d'informació. Tanmateix, és possible afegir variables que mantenen el procés de quatre dimensions sense requerir una visualització de quatre dimensions. En aquest cas, les dues variables afegides són entrades visuals com ara el color i la brillantor perquè són naturalment dues variables que es poden processar i distingir fàcilment per l'ull humà. Aquesta tasca s'anomena "funció de color". S'utilitzen moltes funcions de color diferents. Una pràctica habitual és representar l'argument complex (també conegut com a "fase" o "angle") amb una tonalitat que segueix la roda de colors i la magnitud per altres mitjans, com ara la brillantor o la saturació.